# 김현풍
김현풍(金顯豊, 1941년 12월 17일 ~ )은 대한민국의 치과의사 출신 정치인이다. 종교는 천주교이며, 세례명은 라자로이다.
2002년 제3회 전국동시지방선거에서 서울특별시 강북구청장으로 당선됐고, 이후 2006년 제4대 민선에서 연임에 성공하여 2010년까지 강북구청장으로 재직하였다.

## 학력
- 당진초등학교
- 당진중학교
- 경동고등학교
- 서울대학교 치과대학 치의학사
- 서울대학교 치의과대학원 치의학 석사
- 서울대학교 치의과대학원 치의학 박사

## 약력
- 강북문화원 원장
- 서울특별시 자연보호협의회 회장
- 서울특별시 문화원연합회 회장
- 서울특별시 시정자문위원
- 서울특별시 치과의사회 회장
- 삼각산자연환경보존연합회 이사장
- 국립공원관리공단비 상임이사
- 서울대학교 치과대학 초빙교수[1]
- 2002년 7월 1일 ~ 2010년 6월 30일 : 제3·4대 서울특별시 강북구청장

## 주요 저서
- 우리동네 행복만들기 (2000-02-10)
- 우리동네 행복만들기 그 두번째 이야기 (2007-07-12)[1]

## 역대 선거 결과
|  | 38.86% |

|  | 55.06% |

## 가족 관계
- 아버지: 김용재 (1912년 12월 30일 ~ 1958년 1월 31일)
- 형: 김현욱 (1939년 1월 22일 ~ 2024년 7월 17일)